# Pseudagrion melanicterum
Pseudagrion melanicterum är en trollsländeart som först beskrevs av Selys 1876.  Pseudagrion melanicterum ingår i släktet Pseudagrion och familjen dammflicksländor. IUCN kategoriserar arten globalt som livskraftig. Inga underarter finns listade i Catalogue of Life.